# 越南人民军第312师
越南人民军第312师成立于1950年，参加过法越战争、越南战争、中越战争，是越南人民军陆军初建立的六個「鋼鐵」師中的一支部队。